# Fausto Nilo
Fausto Nilo Costa Júnior (Quixeramobim, 5 de abril de 1944) é um compositor, arquiteto e poeta brasileiro.  
É considerado até hoje, ao lado de Paulo César Pinheiro, Ivan Lins, Vítor Martins, Caetano Veloso, Gilberto Gil, Tom Jobim, Roberto & Erasmo Carlos Vinícius de Moraes, Chico Buarque e Noel Rosa, um dos compositores com maior número de composições, cerca de 400 sucessos.  
Fez parte do chamado “Pessoal do Ceará”, junto de artistas como Fagner e Belchior.

## Biografia
Deixou a cidade natal aos onze anos de idade e foi para a capital, Fortaleza, onde viria a se formar em Arquitetura, na Faculdade de Arquitetura da Universidade Federal do Ceará. Junto com Antonio Carlos Aires Medina. Em 1971 mudou-se para Brasília e depois São Paulo e Rio de Janeiro.
Gravou o primeiro grande sucesso, Fim do mundo, em 1972, gravada no compacto Cavalo Ferro, pela gravadora Philips. Em 1973, compôs com Petrúcio Maia um hino das noites de Fortaleza, Dorothy Lamour.
Como arquiteto, concebeu o Centro Cultural Dragão do Mar, de Fortaleza, com o também arquiteto cearense Delberg Ponce de Leon.
Também ilustrador, é dele a capa do disco Samba Doce, do contrabaixista Jorge Helder.

## Grandes sucessos
- Tudo com você
- Amor nas estrelas
- Pequenino cão
- Chega de mágoa
- Você é real
- Um desejo só não basta
- Pão e Poesia
- Zanzibar
- Bloco do prazer
- Meninas do brasil
- Dorothy Lamour
- Casa Tudo Azul
- Letras Negras
- Fim do mundo
- Eu Também Quero Beijar
- A Sombra de um Vulcão
- Chão da Praça
- Lua do Leblon
- Dona da Minha Cabeça
- Mil e Uma Noites de Amor
- Retrovisor

## Grandes intérpretes e Parceiros
- Robertinho de Recife
- Ednardo
- Fagner
- Gal Costa
- Ney Matogrosso
- Chico Buarque
- Geraldo Azevedo
- Elba Ramalho
- Dominguinhos
- Moraes Moreira
- Simone
- Amelinha
- Lulu Santos
- Pepeu Gomes
- Luiz Gonzaga
- A Cor do Som
- Nelsinho Moralle
- Belchior
- Armandinho Macêdo
- Roberto de Carvalho

## Prêmios
Fausto Nilo ganhou dois Prêmios Sharp, na categoria Melhor Música Popular, em 1987 e 1995, e o troféu Playboy (1982).